# Cacín
Cacín és un municipi andalús situat en la part septentrional de la comarca de Alhama (província de Granada).
Limita amb els municipis de Moraleda de Zafayona, Chimeneas, Alhama de Granada, Ventas de Huelma, Agrón i Arenas del Rey. El municipi comprèn els nuclis de població de Cacín i El Turro. Cacín està enclavat en la vall del riu que duu el mateix nom.